# هلال الصابئ
هلال الصابئ (969م. - 1056م.) هو أبو حسين هلال بن محسن بن إبراهيم الصابئ كان كاتب ديوان ومؤرخ عراقي، ولد لأسرة صابئة من كتبة الدواوين، اعتنق الإسلام في 1012 .
حقق و نشر المستشرق أمدروز بعض أعماله.